# Saint-Ours (Sabaudia)
Saint-Ours – miejscowość i gmina we Francji, w regionie Owernia-Rodan-Alpy, w departamencie Sabaudia.
Według danych na rok 1999 gminę zamieszkiwały 374 osoby, a gęstość zaludnienia wynosiła 81 osób/km² (wśród 2880 gmin regionu Rodan-Alpy Saint-Ours plasuje się na 1286. miejscu pod względem liczby ludności, natomiast pod względem powierzchni na miejscu 1549.).